# 国鉄デハ63100系電車
デハ63100系は、かつて日本国有鉄道およびその前身である鉄道院、鉄道省に在籍した木造直流用電車を便宜的に総称したものである。
本項では、デハ63100形、サハ33550形およびそれらの改造車について取り扱う。

## 概要
デハ63100系は、1923年（大正12年）から1925年（大正14年）までに、関東大震災後の輸送力増強のため、主として京浜線用にデハ63100形（123両）、サハ33550形（140両）が製造されたものである。のちにデハ43200系からの改造車が編入された。
大正11年度型の広幅(2,800mm)・長形(16,150mm)の木製車体を持ち、客用扉は片側に3か所、屋根はモニター屋根で片側に4個設けられている。室内の座席はロングシートである。
主電動機は、端子電圧675V時定格出力100kW/635rpmという同一条件での電機メーカー各社の競作となり、日立製作所RM-257（省形式MT7：368基）、芝浦製作所SE-114（同MT9：112基）、東洋電機製造TDK-502（同MT10：220基）、メトロポリタン＝ヴィッカースA-1506（同MT12：64基）、三菱電機MB-94A（同MT13：8基）、奥村製作所MD-27（同MT14：4基）がそれぞれ納入された。
主制御器については従来のゼネラル・エレクトリック社製Mコントロールと互換性のある電空カム軸式制御器「PC制御器」のライセンス生産品・芝浦製作所RPC-101（省形式CS1）が採用された。運転台の主幹制御器は、従来から用いられてきたGE・C36をもとにして国産制式化されたMC1が採用され、以後旧形電車の標準的な主幹制御器として長く用いられた。

## 基本形式

### デハ63100形
本系列の基幹形式である片運転台式の三等制御電動車である。1924年（大正13年）から1926年（大正15年）にかけて123両が製造された。また、1925年製の4両（63128 - 63131）は、関東大震災によって焼失した未成車の台枠を再用しており、その他にも中幅・狭幅車の台枠を再用したものがある。特に短形車の台枠を再用したものについては、オーバーハングが長く、後述する鋼体化改造後も識別ができたという。本形式の製造の状況は、次のとおりである。
- 1924年（28両）
  - 63100 - 63127 : 日本車輌製造本社（28両）
- 1925年（59両）
  - 63128 - 63148 : 汽車製造東京支店（21両）
  - 63149 - 63168 : 日本車輌製造東京支店（20両）
  - 63169 - 63186 : 日本車輌製造本社（18両）
- 1926年（36両）
  - 63187 - 63211 : 日本車輌製造東京支店（25両）
  - 63212 - 63222 : 汽車製造東京支店（11両）

上記のうち1924年製の28両については、1925年製以降の量産車と形態が大きく異なっていた。これらは、量産車と同じ3扉車であるが、側面窓配置が異なっており、量産車がd1D121D121D2であるのに対し、d2D121D121D2で、扉幅も量産車の1100mmに対して910mmであった。しかしながら、デハ63100形の前級であるデハ33500形では、すでに扉幅1,100mmが採用されており、本形式であえて910mmを採用したことは、不思議というほかない。この28両は、910mm幅の扉が災いして、旅客の乗降に円滑を欠き、早期に非旅客用車（郵便荷物車、荷物車）への転用がなされることとなった。
1925年製以降の量産車については、付随車であるサハ33550形に運転台を付加した構造である。意外ではあるが、国有鉄道において、制御電動車と付随車に同じ寸法の車体が採用されたのは、これが初めてである。

### サハ33550形
デハ63100系の付随車として製造されたもので、1923年から1925年にかけて140両が製作された。側面窓配置は2D121D121D2。その製造の状況は次のとおりである。
- 1924年（65両）
  - 33550 - 33553 : 日本車輌製造東京支店（4両）
  - 33554 - 33586 : 日本車輌製造本社（33両）
  - 33587 - 33602 : 汽車製造東京支店（16両）
  - 33612 - 33623 : 日本車輌製造本社（12両）
- 1925年（15両）
  - 33603 - 33611 : 日本車輌製造本社（9両）
  - 33624 - 33629 : 日本車輌製造本社（6両）
- 1926年（60両）
  - 33630 - 33654 : 汽車製造東京支店（25両）
  - 33655 - 33669 : 日本車輌製造本社（15両）
  - 33670 - 33689 - 日本車輌製造東京支店（20両）

## デハ43200系の改造編入
元来、小田原線電化開業用に製造された、2扉ボックスシートのデハ43200系3形式（デハ43200形、デハユニ43850形、サハ43550形）は、1926年から1927年（昭和2年）にかけて、正式に京浜線用として車体中央部に扉を増設し、ボックスシートをロングシートに変更した。デハユニ43850形では、座席は当初からロングシートであったが、郵便室・荷物室を客室に変更している。
これにより、デハ63100形に72両（63223 - 63294）、サハ33550形に8両（33690 - 33697）が編入された。これにより、デハ63100形は195両、サハ33550形は148両の大所帯となった。改番等についての詳細は、国鉄デハ43200系電車#室内を参照されたい。

## 1928年車両形式称号規程改正による変更
1928年（昭和3年）10月1日付けで施行された車両形式称号規程改正では、デハ63100形がモハ10形に、サハ33550形はサハ26形（初代）に改称された。デハ63100形は1927年に63246が事故廃車となり、194両がモハ10形（10001 - 10194）になった他、運転台の向きと番号の奇数・偶数を揃えるため、新旧番号の順番が一部前後している。番号の新旧対照は次のとおりである。
- 63101, 63100, 63103, 63102 … 63127, 63126 → 10001 - 10028（1924年製初期型）
- 63129, 63128, 63131, 63130 … 63223, 63222 → 10029 - 10124
- 63225, 63224, 63227, 63226 … 63249, 63250 - 63254 → 10125 - 10149, 10150 - 10154（旧デハ43200形）
- 63255 - 63261 → 10155 - 10161（旧デハユニ43850形）
- 63262 - 63294 → 10162 - 10194（旧デハ43200形）

サハ33550形については、事故廃車の1両を除く147両がサハ26形（26001 - 26148）へと改称されたが、25両（33550 - 33574）が後述のクハ15形への改造のため、末尾の26124 - 26148に仮番号を付された。33595は26021への改称が予定されていたが、改番直前に事故廃車となり、26021は欠番となった。番号の新旧対照は次のとおりである。
- 33575 - 33594, 33596 - 33689 → 26001 - 26020, 26022 - 26115
- 33690 - 33697 → 26116 - 26123（旧サハ43550形）
- 33550 - 33574 → 26124 - 26148（仮番号）

## 戦前・戦中の改造

### クハ15形への改造
主に山手線の編成分割用にサハ33550形から最初に制御車化改造を受けたグループで、1929年（昭和4年）に25両が大井工場で製作された。クハ15形には、本系列以外の中幅長形や中幅短形車体の改造車も24両存在する。当初クハ15形にはパンタグラフが装備されていた。
- 33550 - 33574 → 26124 - 26148 → 15010 - 15034

### モヤ11形（教習車）への改造
モヤ11形は、モハ10形1両を1930年に事業用（教習車・11001）に改造したものである。空気圧縮機や主制御装置、電動発電機等の床下機器の一部を床下から室内に移設し、乗務員の訓練用としている。
種車となった10114は、モハ10形でありながらデハ33500系と同様の中幅（2700mm）車体を持つ異端車で、1928年6月に廃車された33752または33753と木製部分の振り替えを行ったものと推定されている。

### モユニ12形への改造
モユニ12形は、1931年度から1934年度にかけてモハ10形の改造により製作された両運転台式の郵便荷物制御電動車である。計11両が大井工場で製作された。番号の新旧対照は次のとおりである。
- 10188 - 10194 → 12001 - 12007（1931年度改造・1次車）
- 10025, 10021, 10022 → 12008 - 12010（1933年度改造・2次車）
- 10012 → 12011（1934年度改造・3次車）

1次車については、当初側面に幅1220mmの荷扱い用両開き扉を設けた形態（側面窓配置d1D（郵）132D（荷）31d）であったが、翌年には中央部に幅1800mm両開き式の引戸を増設し、後位の荷扱い扉を廃して幅1200mmの両引戸を設けている。この改造により、側面窓配置はd1D（郵）11D（荷）3D（荷）1dに変化した。
2次車については、当初から荷扱い扉3か所で落成しているが、窓配置はd1D（郵）11D（荷）12D（荷）1dで、増設側の運転台は、1次車が全室式であるのに対し、半室形である。
3次車も2次車とほぼ同形で製作されているが、増設側運転台は再び全室形に戻り、増設側運転台直後の窓幅が異なっている（2次車が450mmであるのに対し、3次車は610mm）。

### クハ17形への改造
クハ17形は1932年（昭和7年）から1935年（昭和10年）にかけて、サハ26形への運転室の取付けにより誕生した形式で、116両（17001 - 17116）が製作された。末尾の2両（17115, 17116）は旧サハ43550形であり、オリジナルのサハ33550形を改造した17001 - 17114とは形態が異なる。クハ15形との差異については、クハ15形が全室運転台であるのに対し、クハ17形は半室形である点で、乗務員扉直後の窓1個まで運転室である。側面窓配置は、17001 - 17114がd1D121D121D2、17115, 17116がd1D22D22D2である。
新旧番号は概ね種車と順番が揃っているが、一部で前後が見られる。対照は次のとおりである。
- 26001 - 26010, 26044, 26012 - 26020, 26022 - 26040, 26011, 26042, 26043, 26041, 26045 - 26117 → 17001 - 17010, 17011, 17012 - 17020, 17021 - 17039, 17040, 17041 - 17116

### モニ13形への改造
モニ13形は、1932年度から1941年度にかけて、モハ10形の改造により製作された両運転台式の荷物制御電動車である。計30両が吹田工場および大井工場で製造された。番号の新旧対照は次のとおりである。
- 10026 - 10028 → 13001 - 13003（1932年度改造・1次車）
- 10023, 10024, 10020, 10013 - 10019 → 13004 - 13013（1933年度改造・2次車）
- 10007 - 10011, 10006, 10005 → 13014 - 13020（1934年度改造・3次車）
- 10004, 10001 - 10003 → 13021 - 13024（1936年度改造・4次車）
- 10029, 10030 → 13025, 13026（1937年度改造・5次車）
- 10110 → 13027（1940年度改造・6次車）
- 10147, 10144, 10148 → 13028 - 13030（1941年度改造・7次車）

1次車の窓配置はd2D2D2D1dで、増設側運転台は全室式である。2次車の窓配置は1次車と同様であるが増設運転台は半室式に変更された。

### モニ14形への改造
モニ14形は、1933年に火災で焼失した10099の台枠、電装品を再用して大井工場で製作された両運転台式の荷物制御電動車である。改造に際して、屋根はモニター形から丸形に変更されており、国有鉄道制式の木造電車としては、唯一の丸屋根車であった。側面窓配置はd1D3D3D1d。

### クハニ28形への改造
クハニ28形は、1933年3月より総武線用にクハ17形を荷物合造車に仮改造のうえ使用していた2両を、1935年3月に大井工場で正式に三等荷物合造制御車に改造したものである。車体前部の3分の1を荷重3tの荷物室として客室との間に仕切り壁を設置し、その部分の扉は幅1200mmの両引戸に改められた。
番号の新旧対照は、次のとおりである。
- 17022, 17024 → 28001, 28002

### 鋼体化改造（戦前）
本系列は、デハ33400系以前の電車が有していた出入り台を廃したため、車体強度が低く、高加減速運転による車体の弛緩が進み、1934年度から台枠と足回りの電装品、ドアエンジン等を再用して車体の半鋼製化を行う改造が、本系列に対して行われた。種車となったのは、モハ10形132両、クハ15形18両、クハ17形105両、サハ26形6両で、モハ10形は全車がモハ50形に、クハ15形、クハ17形、サハ26形はクハ65形、サハ75形に改められた。この改造により、サハ26形は1937年度に形式消滅となった。
1937年には、前年3月に宮原電車区内で焼失した13020を、鷹取工場で鋼製車体に復旧し、モニ53形（53001）としたものがある。
さらに1944年（昭和19年）には、身延線増強用として、モハ10形、クハ17形各3両をモハ62形、クハ77形に改造している。
これらの番号新旧対照および鋼体化後の経歴については、国鉄50系電車および国鉄62系電車 (初代)を参照されたい。

### クハ6形への改造
クハ6形は、私鉄の買収によって国有化された、地方電化線区（福塩線・可部線）用として、架線電圧600Vに対応する改造を行ったものである。本系列からは2両（15011, 15019）が、それぞれ1938年（昭和13年）度、1943年（昭和18年）度に6004, 6008とされている。

### モハ10形の両運転台化
1938年および1940年（昭和15年）に、大糸南線の増強用として後位側に運転室を増設し、両運転台化したものである。10060および10102の2両が長野工場において改造されたが、形式番号の変更は行われなかった。

### クハ79形への改造
1944年、太平洋戦争が激化する中、軍需工場への通勤客を輸送するため、老朽木造車の資材を活用して、半鋼製片側4扉のクハ79形を鋼体化名義で製造することが目論まれた。本系列からは、17096が1945年（昭和20年）9月に79024として落成している。

### モヤ11形（配給車）への改造
1945年4月、吹田工機部用の配給車としてモニ13形1両（13001）を同部で改造したものである。車体の中央部は車体が撤去されて無蓋化され、側面には木製のあおり戸が設けられた。無蓋部の荷重は6t、有蓋部の荷重は4tで、有蓋部には側面に扉が設けられておらず、窓2個があるのみであった。同車は、前述の教習車（11001）の続番（11002）とされたが、事業用車という共通点があるのみで、本来別形式となるべきものである。
戦後の1952年（昭和27年）には、6両（11003 - 11008）がモニ13形の改造により増備されている。こちらは、無蓋部の荷重は5.5t、有蓋部の荷重は4.5tで、有蓋部にも荷扱い用の扉が存置されている。番号の新旧対照は次のとおりである。
- 13005, 13026, 13010, 13018, 13022, 13008 → 11003 - 11008

## 戦後の状況

### 戦災廃車
本系列では、以下の15両が戦災により廃車となっている。
- モハ10形（3両） : 10160, 10167, 10169
- モユニ12形（7両） : 12004, 12005, 12007, 12008, 12009, 12010, 12011
- モニ13形（3両） : 13023, 13024, 13029
- クハニ28形（2両） : 28001, 28002

以下のモニ13形3両も、同時期に事故廃車となっている。
- 13012, 13025, 13030

戦後、木造車体のまま使用された本系列は、次の46両である。
- クハ6形（2両） : 6004, 6008
- モハ10形（9両） : 10060, 10102, 10151, 10153, 10168, 10171, 10173, 10174, 10176
- モヤ11形（2両） : 11001, 11002
- モユニ12形（4両） : 12001, 12002, 12003, 12006
- モニ13形（23両） : 13001 - 13003, 13005 - 13011, 13013 - 13022, 13026 - 13028
- モニ14形（1両） : 14001
- クハ15形（1両） : 15012
- クハ17形（4両） : 17036, 17072, 17074, 17075

### 譲渡
当系列も他系列の例に漏れず、戦中戦後の酷使によって疲弊していた。しかし、当系列は木製車体であることから、モハ63形の増備にともなって、旅客用車を中心に逐次退役していった。その一部は戦災や事故で廃車となったものとともに、同じく輸送力不足に悩む私鉄に譲渡されている。その状況は次のとおりである。
- 10060 → 富士山麓電気鉄道モハ21（1949年） → モハ602（鋼体化。1951年9月）
- 13012 → 東京急行電鉄
- 17072 → 西日本鉄道ク63（1952年） → 鋼体化（1962年） → 廃車（1979年）
- 17074 → 西日本鉄道ク62（1952年） → 廃車（1957年）

### 鋼体化改造（戦後）
前述のように昭和20年代も後半になってくると、旅客用に使用されなくなっていったが、今度は荷物車などの老朽化が目立つようになっていった。そのため、残存していたモハ10形、モニ13形、モニ14形を種車として、18両に鋼体化改造が行われた。この改造は、後述の1953年（昭和28年）の形式称号規程改正をまたいで行われたため、規程改正前に落成しいったんモニ53形になったもの、規程改正を先取りしてモニ13形（2代）で落成したもの、一旦新称号規程による番号を付与された後に鋼体化されたものが混在する。
この改造に関する詳細は、国鉄50系電車#モニ53形を参照されたい。

### 車籍流用
1952年本系列の車両の改造名義で、新車の製造や廃車体の復籍が行われた。これにより、名義上10168が71001に、17075がクハ507（南海鉄道引継車）となっている。

## 1953年形式称号規程改正にともなう変化
1953年6月1日に施行された称号規程改正にともない、制式の木造電車も雑形に分類されることとなり、残存していた当系列についても、全車に対し改番が行われた。この時点でモハ10形はすでに消滅（予定形式としてモハ2410形が当てられる計画であった）しており、モユニ12形はモユニ3400形に、モニ12形（モユニ12形の郵便室を荷物室に転用したもの）はモニ3420形に、モニ13形はモニ3410形に改められた。事業用車に関しては、モヤ11形教習車（11001）がモヤ4000形に、モヤ11形配給車（11002 - 11008）はモル4100形となった。制御車については、事業用・救援車に転用されたもののみが残存しており、クハ15形はクヤ9000形、クハ6形はクエ9100形、クハ17形はクエ9120形に改称された。
ただし、クエ9120については1954年3月に豊川分工場内で失火により全焼したため、旧信濃鉄道のクハ5102の廃車体と車体を振り替えており、この時点で当系列からは離脱したといえる。
これらの番号の新旧対照は次のとおりである。
- モユニ12003 → モユニ3400

- モニ13002 → モニ3410
- モニ13003 → モニ3411
- モニ13007 → モニ3412
- モニ13009 → モニ3413
- モニ13016 → モニ3414
- モニ13017 → モニ3415
- モニ13019 → モニ3416
- モニ13021 → モニ3417
- モニ13028 → モニ3418

- モニ12001 → モニ3420
- モニ12006 → モニ3421

- モヤ11001 → モヤ4000

- モヤ11002 → モル4100
- モヤ11003 → モル4101
- モヤ11004 → モル4102
- モヤ11005 → モル4103
- モヤ11006 → モル4104
- モヤ11007 → モル4105
- モヤ11008 → モル4106

- クハ15012 → クヤ9000
- クハ6008 → クエ9100
- クハ17035 → クエ9120

## 1959年形式称号規程改正にともなう変化
1959年6月1日に施行された形式称号規程改正では、運転台を持つ制御電動車に新記号「クモ」が制定されたことにより、電動車の記号が変更された。この時点で残存していたのは、モニ3410形4両、モヤ4000形1両、モル4100形6両、クヤ9000形1両、クエ9100形1両で、電動車はそれぞれクモニ3410形、クモヤ4000形、クモル4100形に形式を改めた。制御車についても、従来形式は数字だけだったものが、記号までを含めて形式とするように変更されている。
同年12月22日付で通達された形式番号整理では、それ以前から救援車代用となっていたクモニ3413がクモエ4300形（4300）に改称された。

## 終焉
昭和30年代までは、事業用として使用された本系列であったが、電動車は1963年（昭和38年）までに、制御車も1965年（昭和40年）までに廃車され、消滅した。
クモニ3412については、1960年（昭和35年）に西武鉄道に譲渡されモニ1となったが、1963年に廃車された。同時にクモニ3411も西武鉄道に譲渡されているが、こちらは未入籍のまま解体された。
しかし、京都鉄道博物館に収蔵されている101系のモックアップの台枠がモル4102の物という話がある。